# Ekspertiza
Ekspertiza, vrsta stručnog djela. Autori su priznati ovlašteni eksperti (odatle naziv ekspertiza), sudski vještaci ili ekspertski tim. U djelu je iznesena stručno mišljenje o nekom predmetu ili o rješavanju određenoga praktičnog problema.